# Chiesa di Sant'Apollonio (Canossa)
La chiesa di Sant'Apollonio è un edificio religioso del quale rimangono solo i ruderi a Canossa, in provincia di Reggio Emilia.

## Storia e descrizione

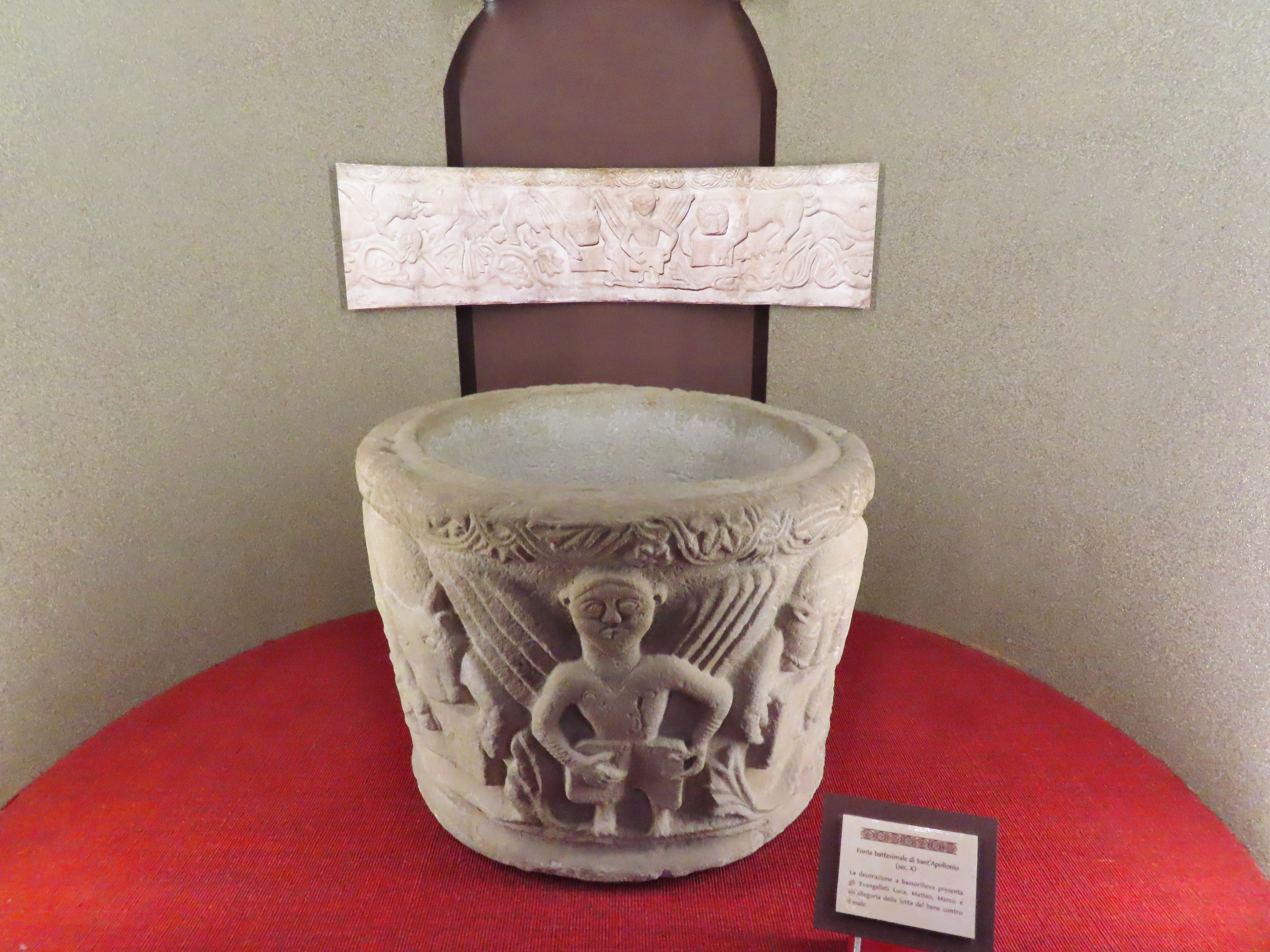
Il fonte battesimale della chiesa
Museo Neborre Campanini, Canossa

Dedicata ad Sant'Apollonio, del quale il vescovo Goffredo di Canossa vi aveva traslato reliquie del corpo, la chiesa era costruita a tre navate con il presbiterio rialzato sulla cripta. 
Fu fondata da Adalberto Atto di Canossa e, assieme al monastero, faceva parte del complesso del castello di Canossa.
Adalberto dispose affinché la chiesa diventasse il pantheon della famiglia. In essa, oltre a lui, vennero sepolti la moglie Ildegarda, i figli Rodolfo e Tedaldo, il nipote Corrado e Willa moglie di Tedaldo e figlia di Adimaro degli Hucpoldingi.